# Choi Sang-mok
Choi Sang-mok (* 7. Juni 1963 in Seoul) ist ein südkoreanischer Politiker und diente vom 27. Dezember 2024 bis zum 24. März 2025 als Interimspräsident und kommissarischer Premierminister. Zudem ist er seit Dezember 2023 stellvertretender Premierminister sowie Wirtschafts- und Finanzminister.

## Frühes Leben und Ausbildung
Choi wurde am 7. Juni 1963 in Seoul geboren. Nach dem Abschluss der Osan High School in Seoul (Jahrgang 72) begann er 1982 sein Studium der Rechtswissenschaften an der juristischen Fakultät der Seoul National University (Jahrgang 82). Im zweiten Studienjahr spezialisierte er sich auf Rechtswissenschaften und bestand 1985 die 29. Prüfung für den öffentlichen Verwaltungsdienst. 1986 schloss er sein Studium an der juristischen Fakultät der Seoul National University mit höchster Auszeichnung ab. Anschließend absolvierte er einen Master in öffentlicher Verwaltung an der Graduiertenschule für öffentliche Verwaltung derselben Universität.

## Karriere

### Frühe Karriere
Nach seiner Einberufung in die südkoreanische Armee am 13. Oktober 1986 leistete Choi seinen Dienst als Verwaltungssoldat mit Schwerpunkt allgemeine Administration im Kommando der Armee-Hauptquartiere. Seine Dienstzeit endete am 12. April 1987, als er als einfacher Soldat entlassen wurde.
Sein beruflicher Werdegang begann im Ministerium für Wirtschaftliche Angelegenheiten, wo er rasch aufstieg. Zu seinen Aufgaben zählten die Leitung der Abteilung für Wertpapiersysteme, die Finanzpolitik und die Verwaltung öffentlicher Mittel. Zudem übernahm er leitende Positionen im Ministerium für Wirtschaft und Finanzen, unter anderem als Direktor der Abteilungen für politische Koordination und Wirtschaftspolitik. 1996 promovierte er an der Cornell University in Volkswirtschaftslehre mit einem Schwerpunkt auf Makroökonomie.

### Aufstieg in die Regierung
Ab Oktober 2013 war er als Vizepremierminister für Wirtschaft tätig und unterstützte den Minister für Wirtschaft und Finanzen als politischer Berater. Später übernahm er die Position des Sekretärs für Wirtschaft und Finanzen im Büro des Chefökonomischen Beraters des Präsidenten. 2017 wurde er erster stellvertretender Minister für Wirtschaft und Finanzen, bevor er nach dem Regierungswechsel unter Moon Jae-in sein Amt niederlegte.

### Rolle in der Privatwirtschaft
Zwischen 2019 und 2020 wechselte er in die Privatwirtschaft. Im März 2019 wurde er als externer Direktor von Ildong Holdings berufen und übernahm 2020 eine ähnliche Funktion bei Shinhan Investment Corp. Gleichzeitig wurde er zum Präsidenten des Agricultural Cooperative College in Goyang ernannt.

### Rückkehr in öffentliche Ämter
Mit der Wahl von Präsident Yoon Suk-yeol im März 2022 war er Mitglied des 20. Übergangskomitees als Sekretär der Wirtschaftsabteilung. Seine Expertise machte ihn zu einem prominenten Kandidaten für verschiedene Spitzenpositionen, darunter die des Vizepremierministers und Ministers für Wirtschaft und Finanzen. Schließlich wurde er Chefökonomischer Sekretär im Präsidialbüro.

### Amt als Minister für Wirtschaft und Finanzen
Nach seiner Ernennung zum Vizepremierminister und Minister für Wirtschaft und Finanzen durch Präsident Yoon Suk-yeol erklärte er, dass die Stabilisierung der Lebensbedingungen der Bevölkerung seine oberste Priorität sei.

### Übergangspräsident und Premierminister
Nach der Amtsenthebung des Premierministers und amtierenden Interimspräsidenten Han Duck-soo während der Staatskrise in Südkorea durch die Nationalversammlung am 27. Dezember 2024 übernahm er kommissarisch die Aufgaben sowohl des Präsidenten als auch des Premierministers der Republik Korea. Er blieb bis März 2025 in beiden Ämtern.